# Interstate 66 (Kansas–Kentucky)
Interstate 66 (I-66) é uma rodovia interestadual cancelada, designada no Intermodal Surface Transportation Efficiency Act (ISTEA) de 1991 como East–West TransAmerica Corridor e High Priority Corridor 3.